# Ophioplinthaca citata
Ophioplinthaca citata är en ormstjärneart som beskrevs av Jean Baptiste François René Koehler 1904. Ophioplinthaca citata ingår i släktet Ophioplinthaca och familjen knotterormstjärnor. Inga underarter finns listade i Catalogue of Life.